# Hotel Mitra, Ptuj
 Hotel Mitra je eden izmed hotelov s tremi zvezdicami v Sloveniji.